# Боннафон, Гийом
Гийом Боннафон (фр. Guillaume Bonnafond, род. 23 июня 1987 года в Валансе, Франция — французский профессиональный шоссейный велогонщик, выступающий за команду AG2R La Mondiale.

## Достижения

### Достижения на любительском уровне
- 2005
  - Победитель Tour du Valromey.
- 2008
  - Ronde de l'Isard d'Ariège
    - Победитель генеральной классификации
    - Победитель 4 этапа.

  - Tour des Pays de Savoie :
    - Победитель генеральной классификации
    - Победитель 2-го и 3-го этапов

  - Tour de l'Ardèche méridionale
    - 2 место в генеральной классификации
    - Победитель 2-го этапа

  - Сhampionnat de France sur route
    - Победитель в классе любителей.

  - Grand Prix Cristal Energie
    - 2-е место

  - Tour de Berne
    - 2 место в генеральной классификации

  - Tour de Lombardie amateurs
    - 3 место в генеральной классификации

  - Flèche ardennaise
    - 3 место в генеральной классификации

#### Достижения на профессиональном уровне
- 2012
  - Paris-Corrèze
    - 2-е место в генеральной классификации

### Результаты на Гранд-турах

#### Джиро д'Италия
- 2009 : 87-е место в генеральной классификации
- 2010 : сход на 6 этапе
- 2012 : 90-е место в генеральной классификации
- 2013 : 107-е место в генеральной классификации
- 2016 :

#### Вуэльта Испании
2 participations
- 2010 : 58-е место в генеральной классификации
- 2011 : 26-е место в генеральной классификации